# والتر فينكلر
والتر فينكلر (بالبولندية: Walter Winkler)‏ (2 فبراير 1943 في بولندا - 4 يونيو 2014 ببيطوم في بولندا) هو مدرب كرة قدم ولاعب كرة قدم بولندي في مركز الدفاع. شارك مع منتخب بولندا لكرة القدم. أما مع النوادي، فقد لعب مع نادي لانس وPolonia Bytom ‏.

## وصلات خارجية
- والتر فينكلر على موقع قاعدة بيانات كرة القدم.إي يو (الإنجليزية)
- والتر فينكلر على موقع ناشيونال فوتبول تيمز (الإنجليزية)
- والتر فينكلر على موقع عالم كرة القدم.نت (الإنجليزية)